# マイク・トラウト
マイク・トラウト（英: Mike Trout, 本名：マイケル・ネルソン・トラウト〈Michael Nelson Trout〉, 英語発音: [maɪk traʊt]；1991年8月7日 - ）は、アメリカ合衆国ニュージャージー州バインランド出身のプロ野球選手（外野手）。右投右打。MLBのロサンゼルス・エンゼルス所属。

## 経歴

### プロ入り前
ニュージャージー州バインランドで生まれ、同州ミルビルで育った。セルビア人、チェコ人、ドイツ人、アイルランド人の血が入っている。父親のジェフはミネソタ・ツインズ傘下でプレーした元マイナーリーガー。また、2人の兄姉がいる。幼少期は筋金入りのフィラデルフィア・フィリーズファンで、2008年のワールドシリーズ優勝パレードに参加した。
ベーブ・ルース・リーグの最年少カテゴリにあたるカル・リプケン・ジュニア・リーグ（4-12歳）で野球を始めた。ミルビル高等学校ではバスケットボールも掛け持ちしていた。2年生時に投手としてノーヒットノーランを達成している。ここまでは遊撃手がメインポジションだったが、3年生時に外野手に転向した。高校時代の背番号である『1』を高校側は永久欠番にしようとしていたが、2012年からはキャプテンに与えられることになる。。

### プロ入りとエンゼルス時代
2009年のMLBドラフト1巡目（全体25位）でロサンゼルス・エンゼルス・オブ・アナハイムから指名を受け入団。
2010年はA級シーダーラピッズ・カーネルズとA+級ランチョクカモンガ・クエークスで合計131試合に出場し、打率.341、10本塁打、56盗塁を記録。フューチャーズ・ゲームのアメリカ合衆国選抜に選出された。
2011年のシーズン開幕前にESPN選定の有望株ランキングTOP100と、MLB公式サイト選定の有望株ランキングTOP50の両方で1位に選ばれた。開幕時はAA級アーカンソー・トラベラーズで迎えた。

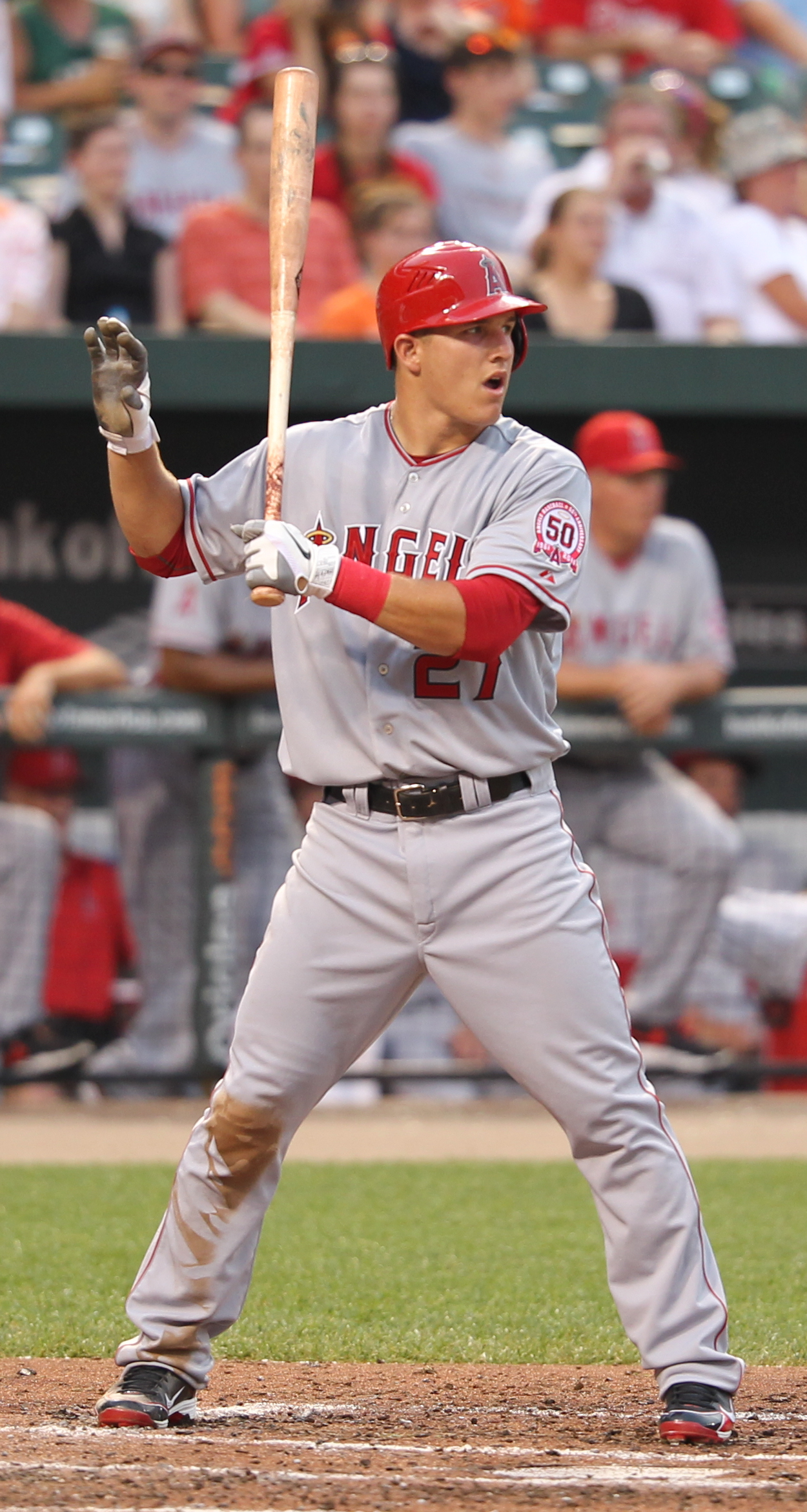
デビュー当時のトラウト

その後、7月8日のシアトル・マリナーズ戦で19歳11カ月という若さでメジャーデビュー。10代でのデビューは2007年のジャスティン・アップトン（アリゾナ・ダイヤモンドバックス）以来となった。AA級アーカンソーでは91試合で打率.326・11本塁打だったが、メジャーでは40試合で打率.220・5本塁打と結果を残せなかった。初安打は7月9日のシアトル・マリナーズのマイケル・ピネダから内野安打、初本塁打は7月24日のボルチモア・オリオールズ戦でマーク・ウォーレルから記録した。オフにベースボール・アメリカが選定するマイナーリーグ年間最優秀選手賞を受賞。MLBでの打数は130をわずかに下回り、翌年の新人王資格を残した。
2012年はAAA級ソルトレイク・ビーズで開幕を迎える。4月28日にメジャー昇格。最初の2試合はヒットなしに終わるが、5月に打率.324・5本塁打・16打点・8盗塁、6月に打率.372・3本塁打・16打点・14盗塁を記録し、2か月連続でルーキー・オブ・ザ・マンスを受賞。7月には打率.392・10本塁打・23打点・9盗塁とさらに上の成績を残し、リーグ史上初となるプレイヤー・オブ・ザ・マンスとルーキー・オブ・ザ・マンスの同時受賞。7月10日のオールスターゲームにはアメリカン・リーグ最年少で出場。初打席となる代打でヒットを放ち、この試合両チームで唯一となる盗塁も記録した。8月にもルーキー・オブ・ザ・マンスを受賞するが、月間打率は3割を下回った。9月30日のテキサス・レンジャーズ戦でダルビッシュ有から30号本塁打を放ち、史上最年少、新人初の「30本塁打・30盗塁」を達成。10月1日のマリナーズ戦で4得点を記録し、ブラディミール・ゲレーロが持っていたシーズン得点数の球団記録を更新。10月3日のシーズン最終戦で盗塁を試みるも失敗したが、これがもし成功すれば史上3人目となる「30-50」となっていた。首位打者は逃したが、「3割・30本塁打・30盗塁（トリプルスリー）」を達成し、49盗塁で盗塁王を獲得。打率.326、30本塁打、83打点だった。オフの11月12日に満票でアメリカンリーグの新人王を受賞した。総合指標のWARでは1900年以降のア・リーグでは歴代13位、過去20年ではバリー・ボンズが2001年と2002年に記録した11.6に次いで3番目に高い10.7を記録（Baseball-Reference調べ）。この数値は三冠王のミゲル・カブレラを大きく上回っており、トラウトをMVPに推す声も多かった（仮に受賞ならフレッド・リン、イチロー以来の史上3人目の新人王とMVPの同時受賞となるところだった）。MVPの投票では1位票が6票、2位票が21票、3位票が1票に留まり、1位票を22票、2位票を6票獲得したカブレラに及ばず次点に終わった。セイバーメトリクスでの傑出度よりも三冠王のインパクトとプレーオフ進出の有無が影響したという見方が強い。
2013年5月21日のマリナーズ戦で、サイクル安打を達成。21歳9か月16日での達成はリーグ史上最年少記録で、チームでは2006年のショーン・フィギンズ以来7度目（6人目）の快挙。最終打席に本塁打を放っての達成だった。この年は2年連続「30本塁打・30盗塁」は逃したが、MLB史上初めて1シーズンでの25本塁打、30盗塁、100四球を記録した。打率.323・27本塁打・97打点・33盗塁を記録。オフに2年連続のシルバースラッガー賞を受賞した。
2014年2月26日にエンゼルスと100万ドルの1年契約に合意した。3月28日にエンゼルスと総額1億4450万ドルの6年契約に合意した。6月は打率.361、7本塁打、21打点、5盗塁（失敗なし）、OPS1.230などの活躍により、自身2回目の月間MVPを受賞した。7月15日のオールスターゲームでは3打数2安打（二塁打・三塁打各1本）、2打点の活躍でMVPを受賞した。8月27日のフロリダ・マーリンズ戦では、2年ぶり自身2度目となるシーズン30本塁打に到達。最終的に本塁打は36本でリーグ3位タイ、打点は111で打点王となったが、打率は.287、184三振（マーク・トランボと並んで球団タイ記録）と悪化した。自身初のポストシーズンでは、カンザスシティ・ロイヤルズとのディビジョンシリーズで打撃不振に陥り、安打は第3戦でジェームズ・シールズから放ったソロ本塁打1本に留まり、エンゼルスが3連敗で敗退した一因となった。2012年から引き続いて3年連続のシルバースラッガー賞、そして自身初のア・リーグMVP、ハンク・アーロン賞を受賞した。MVP投票では全米野球記者協会(BBWAA)会員30人の1位票を独占して選ばれたもので、また史上5番目の若さでの受賞となった。
2015年4月17日のヒューストン・アストロズ戦でロベルト・ヘルナンデスから通算100本塁打を記録し、史上最年少となる23歳253日で100本塁打・100盗塁を達成した（従来の記録はアレックス・ロドリゲスの23歳309日）。前半戦を打率.312、26本塁打、55打点、OPS1.019という好成績により7月14日に行われたオールスターゲームに4年連続で出場し、ナ・リーグの先発のザック・グレインキーから先頭打者本塁打を放ち、3打数1安打（本塁打1本）で2年連続のMVPを獲得し、史上初の2年連続オールスターゲームMVPを受賞した選手となった。後半戦は、8月の月間成績が打率.218、1本塁打、7打点と絶不調の時期が影響して前半戦に比べやや打撃成績が落ちたが、9月17日の対ミネソタ・ツインズ戦にて3打数2安打2本塁打5打点の結果を残し、この日の2本塁打でシーズン38号として前年の自己記録 (36本) を更新。そして同月9月22日の対ヒューストン・アストロズ戦で本塁打を記録したが、これはトラウトにとって2015年シーズン40本目の本塁打であり、自身初のシーズン40本塁打以上となった。チームは最終戦のテキサス・レンジャーズ戦で敗戦し、自身二度目のポストシーズン進出は叶わなかった。シーズン成績は打率.299と3割を超えることができなかったが、出塁率は.402とリーグ2位の高出塁率を記録して本塁打も41本と数を昨年よりも増やした。打点に関しては敬遠数14というリーグ3位タイの数字の他、勝負されない場面が多かったため90打点にとどまった。実際にトラウトがチャンスに弱かったために打点が伸びなかったわけではないという事は、得点圏で.352・OPS1.201と非常によく打ち、30四球に対して26三振に留めている事からも裏付けられる。
2016年も前半戦から安定した成績で、リーグ4位の打率.322、18本塁打を記録し、ファン投票で5年連続のオールスターゲームに選出された。最終的なシーズン成績は、29本塁打と3年連続となる30本塁打を逃したが、4年ぶりとなるリーグ2位の30盗塁と2014年以来の100打点を記録。その他にも得点、四球、出塁率の三部門でリーグ1位に輝いた一方でエンゼルスは地区4位に低迷した。

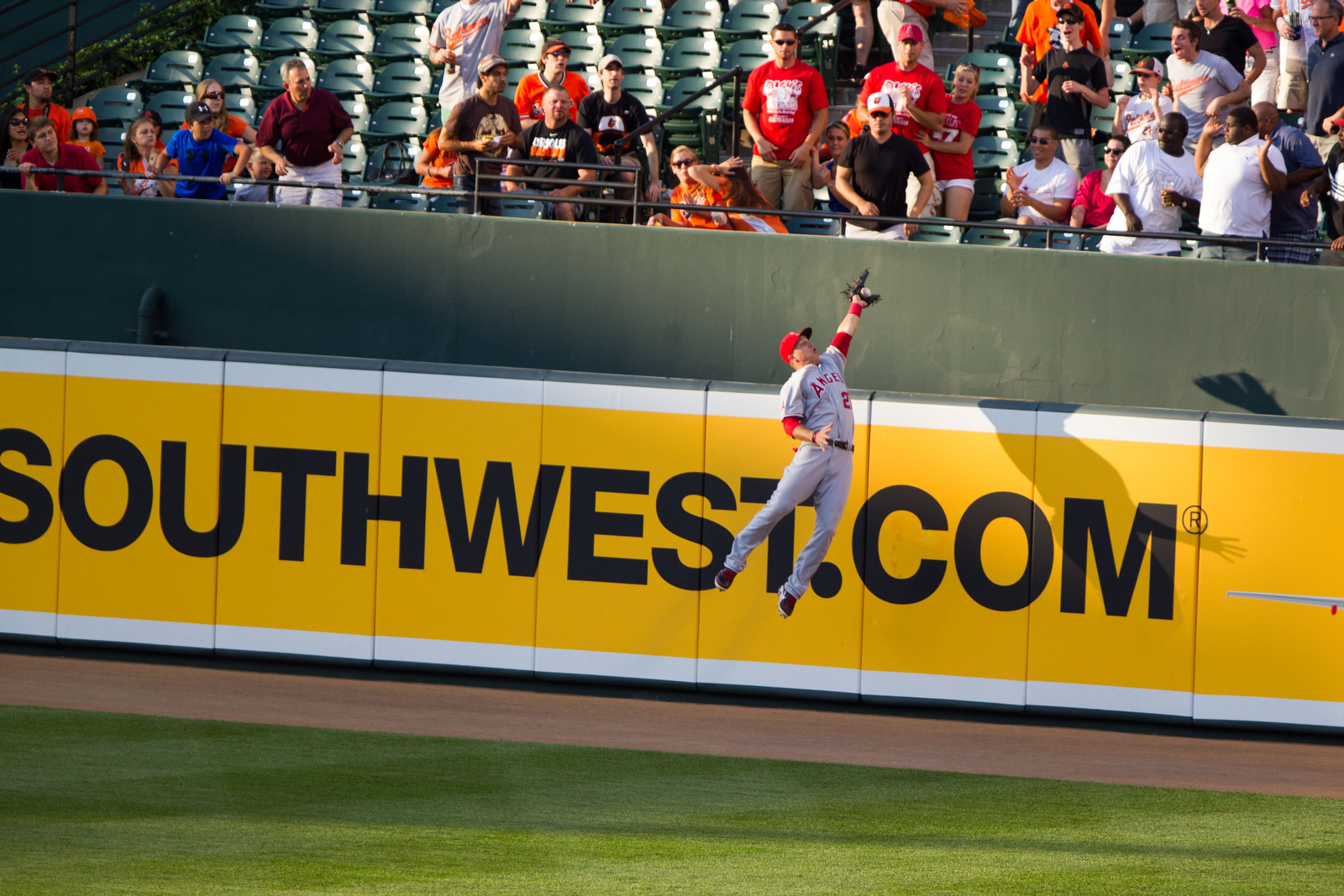
6月27日のボルチモア・オリオールズ戦の1回裏でホームランキャッチをするトラウト（2012年）

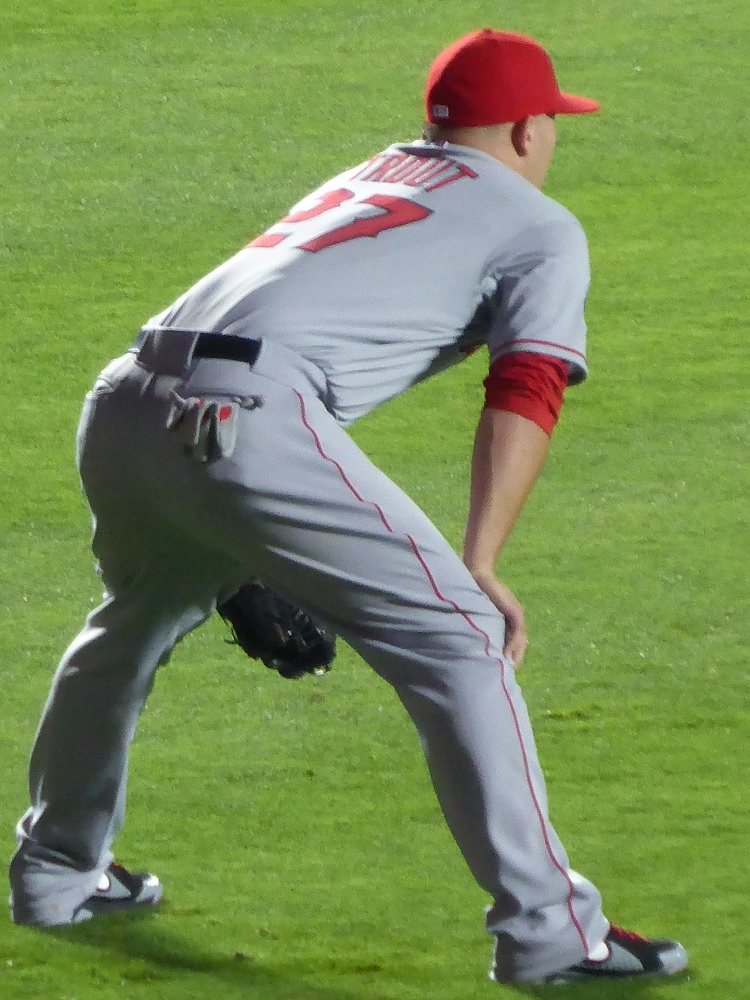
センター守備に就くトラウト
（2014年6月13日）

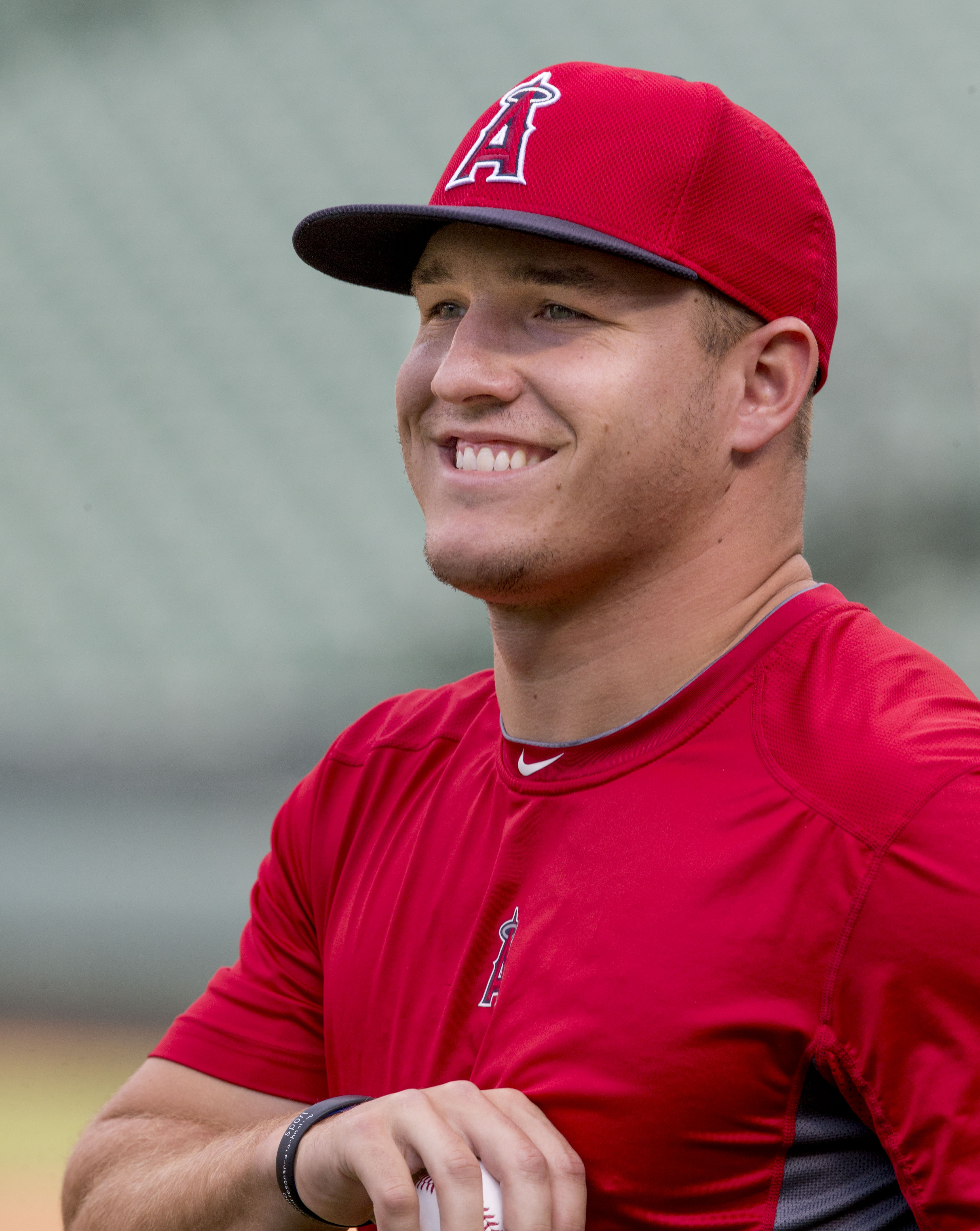
2014年7月31日

オフには2014年以来2度目となるシーズンMVPを受賞した。
2017年のワールド・ベースボール・クラシックはシーズンを優先するために代表を辞退した。しかし、アメリカ代表が優勝したことを目撃し、歓喜の輪に入れなかったことを後悔したことで、これが2023年のWBCに出場する決意へと繋がる。5月14日のデトロイト・タイガース戦で通算150盗塁に到達し、史上最年少となる25歳280日で150本塁打・150盗塁を達成（従来の記録はアレックス・ロドリゲスの26歳54日）。開幕から好調だったが、5月28日のマイアミ・マーリンズ戦で二盗を試みた際に、ヘッドスライディングをして左手親指をベースに打ち付け負傷。左手親指の靭帯断裂と診断され、自身初の故障者リスト入りとなった。約6週間後の7月14日に復帰した。8月7日のオリオールズ戦でディラン・バンディから通算1000安打を達成した。9月29日のマリナーズ戦で通算200号本塁打を記録し、同日中に通算201号本塁打も記録した。9月は月間打率が.237に留まるなど不調だったが、それ以外の月は好調を維持した。シーズン全体では故障の影響で114試合の出場に留まったが、規定打席をわずかに上回り、リーグ6位の打率.306、33本塁打、72打点、22盗塁を記録。自身初めて出塁率・長打率の両方でリーグ1位となった。
2018年5月26日のニューヨーク・ヤンキース戦で自身初の1試合5安打（うち1本塁打3二塁打含む）を記録するなど前半戦から好調で、オールスターゲームでファン投票の外野手部門2位となり7年連続7度目の選出となった。8月に入り右手首の故障で故障者リスト入りした影響もあって出場試合数を減らしたが、9月には打率.329 8本塁打 16打点の活躍で自身5度目となるア・リーグのプレイヤー・オブ・ザ・マンスを受賞した。最終的には140試合に出場し打率.312 39本塁打 79打点 24盗塁 OPS1.088であった。敬遠25個を含む四球122個を記録し、敬遠と四球がリーグ1位。出塁率とOPSもリーグ1位であった。この年のMVP投票では2位に入り、自身7度目となるMVP投票トップ5入りを果たしてミゲル・カブレラと並んで現役最多となった。
2019年は開幕前の3月20日に保有していた2020年までの2年総額6650万ドルの契約に10年総額3億6000万ドルを上乗せする形で当時北米スポーツ史上最高額となる12年総額4億2650万ドルで契約延長した。またオプションとして表彰による出来高、全球団へのトレード拒否権が含まれている一方でオプトアウトは含まれておらず、事実上の「生涯契約」となった。同年は3月の4試合でOPS.971を記録すると、その後は毎月1.0を超える安定感。夏場にも勢いは衰えず、7月には13本塁打、29打点、OPS1.214を記録した。夏場から加速した本塁打数は、2015年に記録した41本を超えてキャリアハイの45本に到達した。8月31日のレッドソックス戦で今季11個目の盗塁で通算200盗塁に到達し、283本放っている本塁打と合わせて200本塁打＆200盗塁を達成した。28歳24日での達成はアレックス・ロドリゲスの29歳31日を大幅に更新し、史上最年少での記録達成となった。また、盗塁成功率は84・7％で200盗塁以上の選手では歴代3位となった。しかし、9月9日に右足に神経腫である「モートン病」を発症し、しびれや疼痛、灼熱痛などを生じる同病を除去するための冷凍アブレーション治療を受けたが、同月15日には同部位を手術することを発表し、シーズンを終了することになった。134試合に出場し、打率.291、キャリア最多となる45本塁打、104打点、11盗塁、出塁率.438、長打率.645の成績を残した。

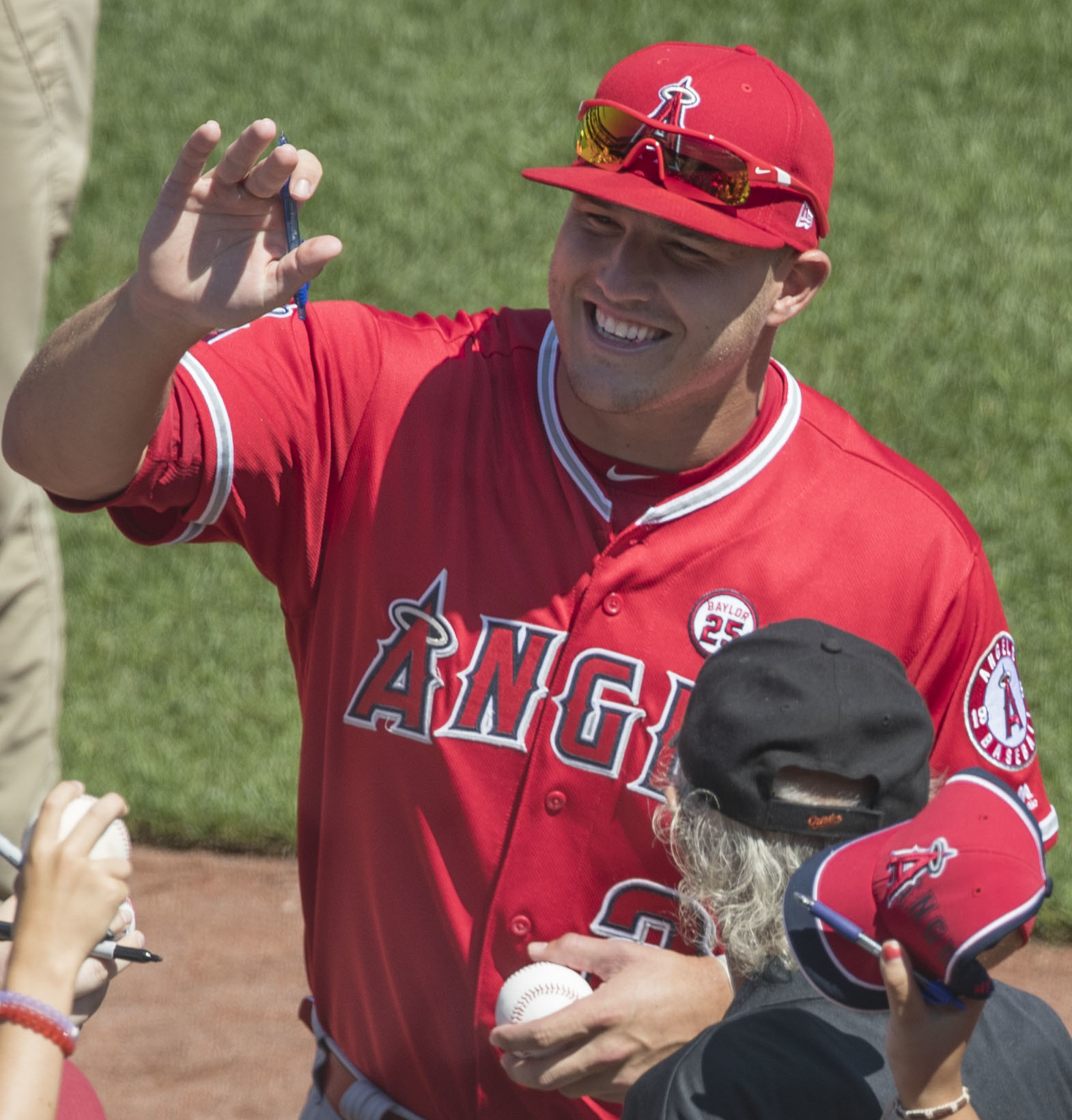
2017年8月20日

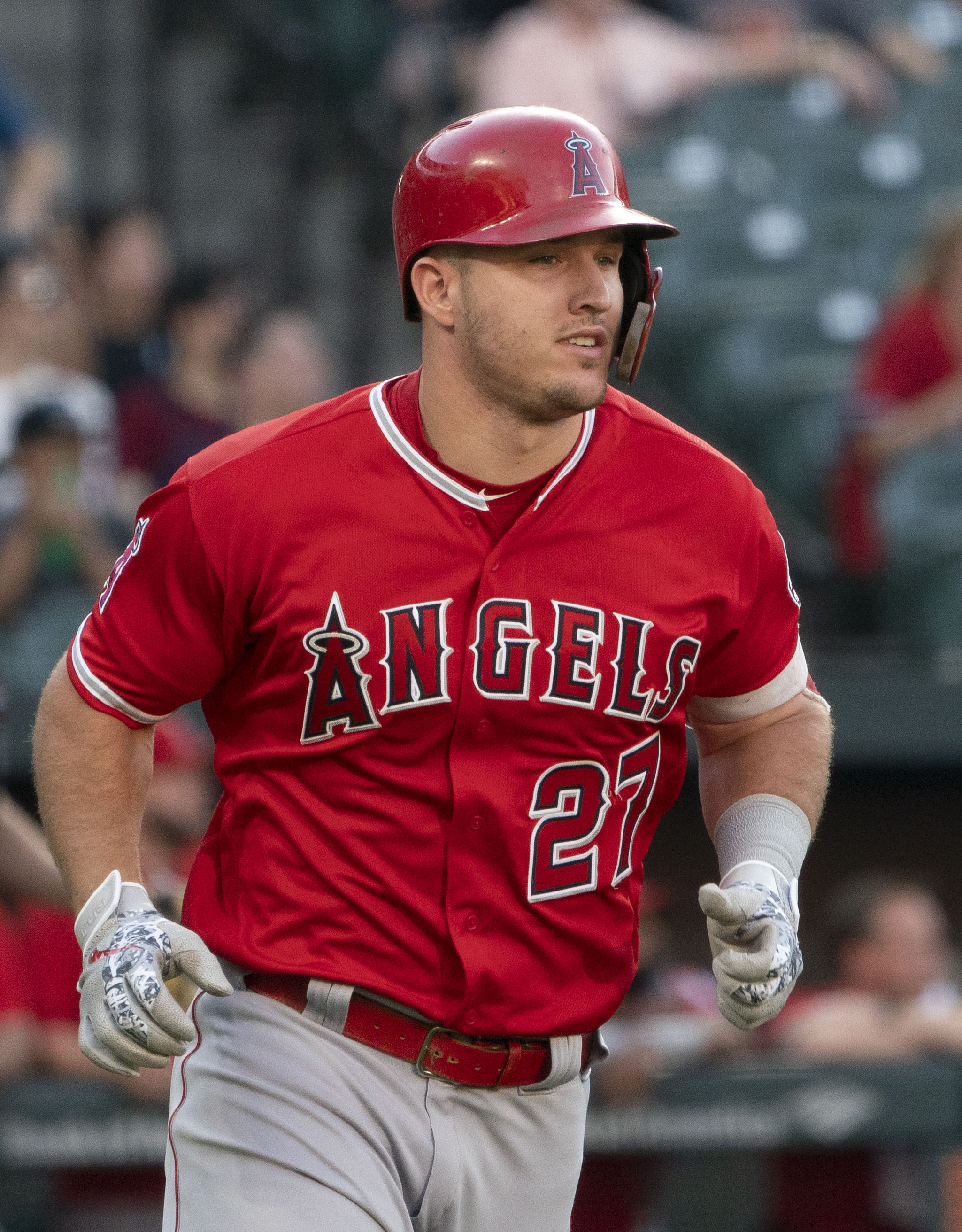
2018年

オフには2年連続7度目のシルバースラッガー賞、2度目のハンク・アーロン賞を受賞。11月14日には自身3度目となるア・リーグMVPを受賞した。3度のMVPは同時チームメイトだったアルバート・プホルスに並んで現役最多（歴代2位）となった。また、同年から新設されたオールMLBチームのファーストチーム外野手の1人に選出された。
2020年9月5日のヒューストン・アストロズ戦でブランドン・ビーラックから本塁打を記録し、球団史上5人目の通算300本塁打を達成。この本塁打でティム・サーモンが持っていたエンゼルスの球団記録299本も塗り替えられることになった。またこの記録によって既に達成していた通算201盗塁と合わせてメジャー通算300本塁打・200盗塁に到達した。これはウィリー・メイズを抜いてメジャー史上最速での達成である。最終的にはシーズンで53試合に出場し、打率.281、17本塁打、46打点を記録。オフに12月9日にオールMLBチームのファーストチーム外野手の1人として2年連続2度目の選出を果たした。
2021年5月18日に腓腹筋を痛め故障者リスト入りした。7月1日に通算9度目、ファン投票では7度目となるオールスターゲームに選出されたが、負傷により辞退している。9月26日、エンゼルスは同年中の復帰が無いことを発表した。シーズンでは僅か36試合の出場に終わり、メジャーに定着してからは最低の試合数だった。
2022年は通算10度目となるオールスターゲームに選出されたが、怪我で辞退している。また、シーズン中に一時は選手生命も危ぶまれる怪我に見舞われたが、復帰している。規定打席に3打席届かなかったものの、自身3度目の40本塁打を記録した。
オフの11月17日にBBWAAの投票によるMVPでは5位票4、6位票4、7位票4、8位票6、9位票5、10位票2の計90ポイントで8位にランクインした。また、9度目のシルバースラッガー賞を受賞した。12月5日には2年ぶり3度目となるファーストチームの外野手の1人としてオールMLBチームに選出された。
2023年は6月29日に外野手部門のファン投票では10回目、通算では11回目となるオールスターゲームに選出されたが、7月4日に手首の怪我のため辞退した。翌7月5日に左有鈎骨骨折のため骨片を取り除く手術を受けた。8月22日のシンシナティ・レッズ戦で約1か月半ぶりに復帰し、4打数1安打を記録したが翌日から痛みが再発し再び故障者リスト入りとなった。その後復帰することは無いまま、9月24日に60日間負傷者リストに移行しシーズンを終えた。最終的には82試合出場、打率.263、18本塁打、44打点の成績にとどまった。
2024年は10本塁打に加え、自身5年ぶりとなる6盗塁と大谷翔平が移籍して手薄になった打線をけん引していたが、4月29日に左膝を痛め、故障者リスト入りした。5月4日には手術したことをTwitterで発表した
。その後、リハビリで出場したマイナーの試合中に再び左膝を痛めて途中交代し、8月1日には今季の全休が発表された。シーズンではそれまで自己最低の試合数だった36試合出場を下回り、29試合出場、打率.220、10本塁打、14打点にとどまった。本塁打数に対して打点が伸び悩んだ原因として、走者を置いていない状況下では打率.262、OPS1.062と良く打っているのに対し、走者を置いた状況下では打率.167、OPS.619と伸び悩んでおり、打率やOPSに大きな乖離があったためと推測される。
2025年は中堅手から右翼手にコンバートすることを本人が明かしたが、後述の怪我での復帰以降は指名打者での出場となっている。5月1日のシアトル・マリナーズ戦で一塁へ全力疾走した際に左膝を痛め、途中交代した。翌5月2日に左膝の骨挫傷で10日間の故傷者リスト入りした。5月30日のクリーブランド・ガーディアンズ戦で約1か月ぶりに5番指名打者として復帰し、5打数1安打でチームの連敗阻止に貢献した。6月14日のボルチモア・オリオールズ戦で史上126人目の通算1000四球を達成し、7月27日のマリナーズ戦では史上299人目の通算1000打点を達成した。

## 代表経歴

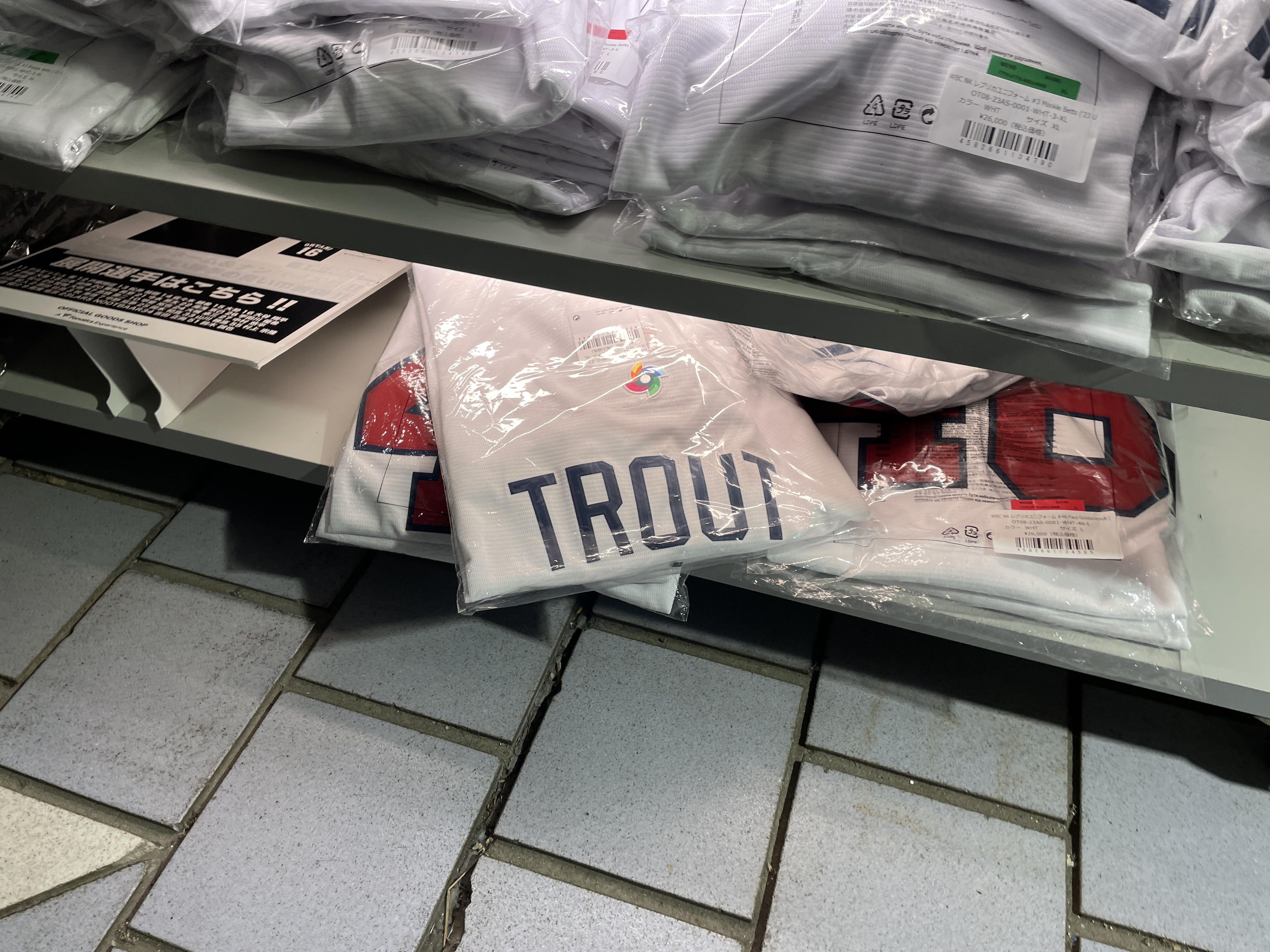
第5回WBCアメリカ合衆国代表でのトラウトのユニフォーム

2023年シーズン開幕前の2月10日に第5回ワールド・ベースボール・クラシック(WBC)のアメリカ合衆国代表に選出された。プールCのコロンビアとの第4戦のに2安打3打点でチームの全打点を上げ3-1で準々決勝進出に貢献した。決勝の日本戦では第4打席に9回2アウトでエンゼルスでのチームメイトの大谷翔平と対決した。3-2からアウトコースのスライダー（スイーパー）を空振りして、アメリカ合衆国は準優勝だった。

## 選手としての特徴
シーズンMVP3回、同投票2位に4度選出されている現役最高の選手の一人。
打撃
「MLB最後の4割打者」であるテッド・ウィリアムズ、「史上最高のスイッチヒッター」と呼び声高いミッキー・マントルと比べられる逸材である。
走塁
「ベースボール・アメリカ」誌実施の監督アンケートでは「最も足の速い選手」「最もベースランニングのいい選手」の走塁に関する2部門でア・リーグ1位に輝いた（2013年夏実施分）。
守備
スカウトから「肩はfringe-average（やや平均未満）」と評されるなど肩があまり強くないが、守備範囲などの指標もカバーする生涯UZRはプラスであり、リーグ平均を上回っている。
2019年7月23日にドジャース戦でセンターからホームへ158km/hの送球をした。

## 人物
2017年12月に高校時代から交際していた一般女性と結婚した。
2019年6月、アメリカの経済誌フォーブスは2019年版の世界のスポーツ選手の年収ランキングを発表した。トラウトの年収は5060万ドルであり、17位にランクインした。野球選手では首位となった。
趣味は気象観測。幼少時から気象情報のチェックが大好きで、特に嵐（ストームチェイサー）に目がなく、中でもキャンプ地のアリゾナ州近郊に雪嵐が接近中と知った際には、休日だったために2時間半かけて車を運転し、一日中、吹雪を眺めていたという。また、彼のスマートフォンには世界の気象情報を網羅する複数のアプリがインストールされており、同僚らも、試合が雨天中止か微妙な時は、真っ先にトラウトに尋ねるという。所属するエンゼルスも気象予報士に扮した動画を取り上げている。
野球以外のスポーツではNFLのフィラデルフィア・イーグルスの大ファンとして有名で、イーグルスファンの有名人として真っ先に名が挙がる人物の筆頭格である。エンゼルスがシーズンオフに入ってからは地元に帰省して、イーグルスのホームゲームになると客席からイーグルスに声援を送るトラウトの姿がテレビやスクリーンに映し出されるのが恒例となっている。イーグルスが初のスーパーボウル制覇を成し遂げた第52回スーパーボウルでも会場となったUSバンク・スタジアムに足を運んでおり、歓喜の瞬間を現地で見届けた。

## 詳細情報

### 年度別打撃成績
| 年 度     | 球 団     | 試 合 | 打 席 | 打 数 | 得 点 | 安 打 | 二 塁 打 | 三 塁 打 | 本 塁 打 | 塁 打 | 打 点 | 盗 塁 | 盗 塁 死 | 犠 打 | 犠 飛 | 四 球 | 敬 遠 | 死 球 | 三 振 | 併 殺 打 | 打 率 | 出 塁 率 | 長 打 率 | O P S |
| --------- | --------- | ----- | ----- | ----- | ----- | ----- | -------- | -------- | -------- | ----- | ----- | ----- | -------- | ----- | ----- | ----- | ----- | ----- | ----- | -------- | ----- | -------- | -------- | ----- |
| 2011      | LAA       | 40    | 135   | 123   | 20    | 27    | 6        | 0        | 5        | 48    | 16    | 4     | 0        | 0     | 1     | 9     | 0     | 2     | 30    | 2        | .220  | .281     | .390     | .672  |
| 2012      | LAA       | 139   | 639   | 559   | 129   | 182   | 27       | 8        | 30       | 315   | 83    | 49    | 5        | 0     | 7     | 67    | 4     | 6     | 139   | 7        | .326  | .399     | .564     | .963  |
| 2013      | LAA       | 157   | 716   | 589   | 109   | 190   | 39       | 9        | 27       | 328   | 97    | 33    | 7        | 0     | 8     | 110   | 10    | 9     | 136   | 8        | .323  | .432     | .557     | .988  |
| 2014      | LAA       | 157   | 705   | 602   | 115   | 173   | 39       | 9        | 36       | 338   | 111   | 16    | 2        | 0     | 10    | 83    | 6     | 10    | 184   | 6        | .287  | .377     | .561     | .939  |
| 2015      | LAA       | 159   | 682   | 575   | 104   | 172   | 32       | 6        | 41       | 339   | 90    | 11    | 7        | 0     | 5     | 92    | 14    | 10    | 158   | 11       | .299  | .402     | .590     | .991  |
| 2016      | LAA       | 159   | 681   | 549   | 123   | 173   | 32       | 5        | 29       | 302   | 100   | 30    | 7        | 0     | 5     | 116   | 12    | 11    | 137   | 5        | .315  | .441     | .550     | .991  |
| 2017      | LAA       | 114   | 507   | 402   | 92    | 123   | 25       | 3        | 33       | 253   | 72    | 22    | 4        | 0     | 4     | 94    | 15    | 7     | 90    | 8        | .306  | .442     | .629     | 1.071 |
| 2018      | LAA       | 140   | 608   | 471   | 101   | 147   | 24       | 4        | 39       | 296   | 79    | 24    | 2        | 0     | 4     | 122   | 25    | 10    | 124   | 5        | .312  | .460     | .628     | 1.088 |
| 2019      | LAA       | 134   | 600   | 470   | 110   | 137   | 27       | 2        | 45       | 303   | 104   | 11    | 2        | 0     | 4     | 110   | 14    | 16    | 120   | 5        | .291  | .438     | .645     | 1.083 |
| 2020      | LAA       | 53    | 241   | 199   | 41    | 56    | 9        | 2        | 17       | 120   | 46    | 1     | 1        | 0     | 4     | 35    | 4     | 3     | 56    | 1        | .281  | .390     | .603     | .993  |
| 2021      | LAA       | 36    | 146   | 117   | 23    | 39    | 8        | 1        | 8        | 73    | 18    | 2     | 0        | 0     | 0     | 27    | 5     | 2     | 41    | 0        | .333  | .466     | .624     | 1.090 |
| 2022      | LAA       | 119   | 499   | 438   | 85    | 124   | 28       | 2        | 40       | 276   | 80    | 1     | 0        | 0     | 1     | 54    | 8     | 6     | 139   | 6        | .283  | .369     | .630     | .999  |
| 2023      | LAA       | 82    | 362   | 308   | 54    | 81    | 14       | 1        | 18       | 151   | 44    | 2     | 0        | 0     | 2     | 45    | 2     | 7     | 104   | 4        | .263  | .367     | .490     | .857  |
| 2024      | LAA       | 29    | 126   | 109   | 17    | 24    | 1        | 2        | 10       | 59    | 14    | 6     | 1        | 0     | 0     | 16    | 1     | 1     | 27    | 0        | .220  | .325     | .541     | .866  |
| MLB：14年 | MLB：14年 | 1518  | 6647  | 5511  | 1123  | 1648  | 311      | 54       | 378      | 3201  | 954   | 212   | 38       | 0     | 55    | 980   | 120   | 100   | 1485  | 68       | .299  | .410     | .581     | .991  |

- 2024年度シーズン終了時
- 各年度の太字はリーグ最高

### 年度別打撃成績所属リーグ内順位
| 年 度 | 年 齢 | リ ｜ グ   | 打 率 | 安 打 | 二 塁 打 | 三 塁 打 | 本 塁 打 | 打 点 | 盗 塁 | 出 塁 率 |
| ----- | ----- | ---------- | ----- | ----- | -------- | -------- | -------- | ----- | ----- | -------- |
| 2011  | 20    | ア・リーグ | -     | -     | -        | -        | -        | -     | -     | -        |
| 2012  | 21    | ア・リーグ | 2位   | 9位   | -        | 4位      | -        | -     | 1位   | 3位      |
| 2013  | 22    | ア・リーグ | 3位   | 4位   | 7位      | 2位      | -        | 9位   | 8位   | 2位      |
| 2014  | 23    | ア・リーグ | -     | -     | 6位      | 3位      | 3位      | 1位   | -     | 8位      |
| 2015  | 24    | ア・リーグ | 9位   | -     | -        | -        | 3位      | -     | -     | 2位      |
| 2016  | 25    | ア・リーグ | 6位   | -     | -        | -        | -        | -     | 2位   | 1位      |
| 2017  | 26    | ア・リーグ | 6位   | -     | -        | -        | -        | -     | -     | 1位      |
| 2018  | 27    | ア・リーグ | 4位   | -     | -        | -        | 5位      | -     | 9位   | 1位      |
| 2019  | 28    | ア・リーグ | -     | -     | -        | -        | 2位      | 9位   | -     | 1位      |
| 2020  | 29    | ア・リーグ | -     | -     | -        | -        | 4位      | 4位   | -     | 4位      |
| 2021  | 30    | ア・リーグ | -     | -     | -        | -        | -        | -     | -     | -        |
| 2022  | 31    | ア・リーグ | -     | -     | -        | -        | 2位      | -     | -     | -        |
| 2023  | 32    | ア・リーグ | -     | -     | -        | -        | -        | -     | -     | -        |
| 2024  | 33    | ア・リーグ | -     | -     | -        | -        | -        | -     | -     | -        |

- -は10位未満（打率は規定打席未到達の場合も-と表記）

### WBCでの打撃成績
| 年 度 | 代 表          | 試 合 | 打 席 | 打 数 | 得 点 | 安 打 | 二 塁 打 | 三 塁 打 | 本 塁 打 | 塁 打 | 打 点 | 盗 塁 | 盗 塁 死 | 犠 飛 | 四 球 | 敬 遠 | 死 球 | 三 振 | 併 殺 打 | 打 率 | 出 塁 率 | 長 打 率 |
| ----- | -------------- | ----- | ----- | ----- | ----- | ----- | -------- | -------- | -------- | ----- | ----- | ----- | -------- | ----- | ----- | ----- | ----- | ----- | -------- | ----- | -------- | -------- |
| 2023  | アメリカ合衆国 | 7     | 32    | 27    | 4     | 8     | 2        | 1        | 1        | 15    | 7     | 1     | 0        | 0     | 5     | 0     | 0     | 12    | 0        | .296  | .406     | .556     |

### 年度別守備成績
| 年 度 | 球 団 | 左翼（LF） | 左翼（LF） | 左翼（LF） | 左翼（LF） | 左翼（LF） | 左翼（LF） | 中堅（CF） | 中堅（CF） | 中堅（CF） | 中堅（CF） | 中堅（CF） | 中堅（CF） | 右翼（RF） | 右翼（RF） | 右翼（RF） | 右翼（RF） | 右翼（RF） | 右翼（RF） |
| 年 度 | 球 団 | 試 合      | 刺 殺      | 補 殺      | 失 策      | 併 殺      | 守 備 率   | 試 合      | 刺 殺      | 補 殺      | 失 策      | 併 殺      | 守 備 率   | 試 合      | 刺 殺      | 補 殺      | 失 策      | 併 殺      | 守 備 率   |
| ----- | ----- | ---------- | ---------- | ---------- | ---------- | ---------- | ---------- | ---------- | ---------- | ---------- | ---------- | ---------- | ---------- | ---------- | ---------- | ---------- | ---------- | ---------- | ---------- |
| 2011  | LAA   | 10         | 21         | 0          | 0          | 0          | 1.000      | 13         | 37         | 0          | 1          | 0          | .974       | 13         | 22         | 0          | 1          | 0          | .957       |
| 2012  | LAA   | 67         | 75         | 0          | 1          | 0          | .987       | 110        | 264        | 2          | 2          | 1          | .993       | 4          | 1          | 1          | 1          | 0          | .667       |
| 2013  | LAA   | 47         | 84         | 0          | 1          | 0          | .988       | 111        | 275        | 0          | 1          | 0          | .996       | -          | -          | -          | -          | -          | -          |
| 2014  | LAA   | -          | -          | -          | -          | -          | -          | 149        | 383        | 4          | 3          | 1          | .992       | -          | -          | -          | -          | -          | -          |
| 2015  | LAA   | -          | -          | -          | -          | -          | -          | 156        | 428        | 7          | 0          | 1          | 1.000      | -          | -          | -          | -          | -          | -          |
| 2016  | LAA   | -          | -          | -          | -          | -          | -          | 148        | 360        | 7          | 4          | 1          | .989       | -          | -          | -          | -          | -          | -          |
| 2017  | LAA   | -          | -          | -          | -          | -          | -          | 108        | 253        | 5          | 1          | 0          | .996       | -          | -          | -          | -          | -          | -          |
| 2018  | LAA   | -          | -          | -          | -          | -          | -          | 125        | 271        | 7          | 0          | 4          | 1.000      | -          | -          | -          | -          | -          | -          |
| 2019  | LAA   | -          | -          | -          | -          | -          | -          | 122        | 294        | 5          | 4          | 2          | .987       | -          | -          | -          | -          | -          | -          |
| 2020  | LAA   | -          | -          | -          | -          | -          | -          | 52         | 120        | 0          | 0          | 0          | 1.000      | -          | -          | -          | -          | -          | -          |
| 2021  | LAA   | -          | -          | -          | -          | -          | -          | 36         | 53         | 0          | 0          | 0          | 1.000      | -          | -          | -          | -          | -          | -          |
| 2022  | LAA   | -          | -          | -          | -          | -          | -          | 111        | 250        | 2          | 1          | 0          | .996       | -          | -          | -          | -          | -          | -          |
| 2023  | LAA   | -          | -          | -          | -          | -          | -          | 79         | 183        | 2          | 0          | 1          | 1.000      | -          | -          | -          | -          | -          | -          |
| 2024  | LAA   | -          | -          | -          | -          | -          | -          | 24         | 65         | 2          | 0          | 1          | 1.000      | -          | -          | -          | -          | -          | -          |
| MLB   | MLB   | 124        | 180        | 0          | 2          | 0          | .989       | 1344       | 3236       | 43         | 17         | 12         | .995       | 17         | 23         | 1          | 2          | 0          | .923       |

- 2024年度シーズン終了時
- 各年度の太字はリーグ最高

### タイトル
- 打点王：1回（2014年）
- 盗塁王：1回（2012年）

### 表彰
MiLB
- ベースボール・アメリカ・マイナーリーグ年間最優秀選手賞：1回（2011年）

MLB
- シーズンMVP 3回：（2014年、2016年、2019年）
- 新人王：（2012年）
- シルバースラッガー賞（外野手部門）：9回（2012年-2016年[72]、2018年 - 2020年、2022年）
- プレイヤーズ・チョイス・アワーズ
  - 優秀新人：（2012年）
- フィールディング・バイブル・アワード（中堅手部門）：1回（2012年）
- ハート&ハッスル賞：1回（2012年）
- MLBオールスターゲーム最優秀選手：2回（2014年 - 2015年）[73]
- ハンク・アーロン賞：2回（2014年、2019年）
- プレイヤー・オブ・ザ・マンス：4回（2014年6月、2015年7月、2017年4月、2018年9月）
- ルーキー・オブ・ザ・マンス：4回（2012年5月 - 8月）
- プレイヤー・オブ・ザ・ウィーク：5回（2012年6月4-10日、2014年7月7-13日、2015年7月6-12日、2019年3月30日-4月6日、6月14-22日）
- オールMLBチーム[74]
  - ファーストチーム外野手：3回（2019年、2020年、2022年）

国際大会
- オールWBCチーム：1回（外野手部門：2023年）

### 記録
MiLB
- オールスター・フューチャーズゲーム選出：2回（2010年 - 2011年）

MLB
- MLBオールスターゲーム選出：11回（2012年 - 2019年、2021年 - 2023年）
- シーズン30本塁打&30盗塁：1回（2012年） ※MLB最年少記録、新人の達成も初
- シーズン3割&30本塁打&30盗塁：1回（2012年） ※MLB最年少記録、新人の達成も初
- 15試合連続得点（2012年7月5日-23日）※ア・リーグ新人記録
- 200本塁打＆200盗塁（2019年8月31日）※28歳24日での達成はMLB最年少記録
- サイクル安打：1回（2013年5月21日） ※ア・リーグ最年少記録

### 背番号
- 27（2011年 - ）

### 代表歴
- 2023 ワールド・ベースボール・クラシック・アメリカ合衆国代表

### 登場曲
- 「Super Gremlin」Kodak Black （2022年 ｰ ）